# ТСЦ (футбольний клуб)
ТСЦ (Бачка-Топола) (серб. ФК ТСЦ Бачка Топола) — сербський футбольний клуб з міста Бачка-Топола, заснований 1913 року.

## Зміна назв клубу
- 1913–1930: Topolyai Sport Club
- 1930–1942: Jugoslovenski Atletski Klub Bačka Topola
- 1942–1945: Topolyai SE
- 1945–1951: FK Egység
- 1951–1974: FK Topola
- 1974–2005: FK AIK Bačka Topola
- 2005–2013: FK Bačka Topola
- 2013–: FK TSC

## Історія
Клуб був заснований в 1913 році під назвою «Тополяй» (угор. Topolyai Sport Club). На той момент це була територія Австро-Угорщини і клуб став виступати у нижчих угорських лігах. Незабаром почалася Перша світова війна, після якої регіон Банат, Бачка і Бараня став частиною Королівства сербів, хорватів і словенців і клуб змінив назву на сербську — ТСК (сербохорв. Тополски спортски клуб). 1929 року назва держави була змінена на Югославію, в результаті чого у 1930 році і клуб змінив назву на «Югославський атлетичний клуб Бачка-Топола» (сербохорв. Jugoslovenski Atletski Klub Bačka Topola).

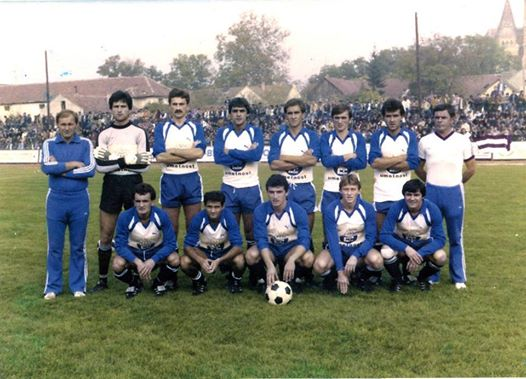
«АІК Бачка-Топола» у 1986 році.

Під час Другої світової війни територія знову опинилась під владою Угорщини і клуб виступав у Другому дивізіоні Угорщини, закінчивши його на другому місці в 1942 році. Після війни область повернулася до Югославії, і клуб був перейменований в «Едьсег» (угор. FK Egység), а в 1951 році знову змінює назву, на цей раз на «Топола» (сербохорв. FK Topola). Клуб грав у Суботицькій регіональній лізі, а пізніше вийшов до Ліги Сербії, третього за рівнем дивізіону Югославії.
У 1974 році клуб об'єднався з іншою місцевою командою «Панонія» і змінив свою назву на «АІК Бачка-Топола» (сербохорв. FK AIK Bačka Topola). У 1980 році АІК виграв Лігу Воєводини і вийшов до Другої ліги СФРЮ. У другому за рівнем дивізіоні країни клуб провів п'ять сезонів у 1980-х: чотири поспіль з 1980 по 1984 рік і сезон 1985/86. Після цього з 1986 по 1996 рік клуб виступав у третьому дивізіоні Югославії.
Після декількох сезонів у регіональних лігах клуб повернувся до третього дивізіону в 1999 році і залишався в ньому до 2003 року. Наприкінці сезону 2002/03 року через фінансові труднощі основна команда припинила своє існування, і у клубі залишились лише молодіжні склади команд. Серед найбільш відомих вихованців академії клубу стали гравці збірної Душан Тадич та Никола Жигич.
2005 року команда об'єдналась із клубом «Байша» і відновила свою діяльність, зайнявши місце «Байші» у Лізі Воєводини, четвертому дивізіоні країни, де стала виступати під назвою «Бачка-Топола». У сезоні 2010/11 клуб піднявся до Сербської Ліги і після 13 років повернувся до третього дивізіону.
До 100-річчя клубу у 2013 році команда змінила назву на ТСЦ, але того ж року вилетіла назад до четвертого дивізіону. У сезоні 2014/15 клуб знову повернувся на третій рівень сербського футболу, а після завершення сезону 2016/17 команди, що посіли два перші місця — «Братство 1946» і «Омладинаць» — відмовилися від виходу до Першої ліги, другого дивізіону Сербії. Тому ТСЦ, що став третім, отримав можливість підвищитись у класі. У дебютному сезоні у другому дивізіоні команда зайняла четверте місце в сезоні 2017/18, а наступного року стала першою, завдяки чому у сезоні 2019/20 вперше у своїй історії зіграла у найвищому дивізіоні Сербії і одразу посіла неочікувано високе, четверте місце. Завдяки цьому ТСЦ вперше у своїй історії виборов право участі в єврокубках. У першому кваліфікаційному раунді ТСЦ здолав молдавський «Петрокуб», проте в наступному раунді покинув турнір, поступившись румунському ФКСБ.
Поточним найвищим досягненням клубу є друге місце в чемпіонаті Сербії 2022/23. Завдяки якому клуб отримав путівку до третього кваліфікаційного раунду Ліги Чемпіонів, в якому поступився португальській «Бразі». Після цього клуб потрапив до групового етапу Ліги Європи, до непростої групи разом з англійським «Вест Гемом», німецьким «Фрайбургом» і грецьким «Олімпіакосом».

## Склад команди
Станом на 1 травня 2025
| №  | Поз. | Нац.               | Гравець            |
| -- | ---- | ------------------ | ------------------ |
| 1  | ВР   | Сербія             | Никола Шимич       |
| 5  | ЗХ   | Сербія             | Душан Стеванович   |
| 6  | ЗХ   | Сербія             | Алекса Пеїч        |
| 7  | ПЗ   | Сербія             | Мілан Радін        |
| 8  | НП   | Сербія             | Саша Йованович     |
| 9  | НП   | Сербія             | Марко Лазетич      |
| 10 | НП   | Північна Македонія | Андрей Тодороський |
| 11 | ПЗ   | Сербія             | Іван Милосавлєвич  |
| 12 | ВР   | Сербія             | Велько Ілич        |
| 14 | ПЗ   | Сербія             | Петар Станич       |
| 18 | ПЗ   | Сербія             | Міхайло Баняц      |

| №  | Поз. | Нац.             | Гравець                    |
| -- | ---- | ---------------- | -------------------------- |
| 21 | НП   | Сербія           | Драголюб Савич             |
| 22 | ЗХ   | Сербія           | Стефан Йованович           |
| 23 | ВР   | Сербія           | Неманья Йоргич             |
| 27 | НП   | Сербія           | Мілош Пантович             |
| 29 | НП   | Республіка Конго | Престиж Мбунгу             |
| 30 | ЗХ   | Сербія           | Неманья Петрович (капітан) |
| 31 | ЗХ   | Хорватія         | Лука Цапан                 |
| 32 | ЗХ   | Австралія        | Мілош Дегенек              |
| 37 | ПЗ   | Сербія           | Мілош Вулич                |
| 60 | ЗХ   | Сербія           | Віктор Радоєвич            |
| 88 | НП   | Угорщина         | Бенце Шос                  |

## Досягнення
- Чемпіонат Сербії:
  -  Срібний призер (1): 2022–2023